# Дмитре
Дмитре́ — село в Україні, у Львівському районі Львівської області. Населення становить 551 мешканець. Орган місцевого самоврядування — Щирецька селищна рада. Перша писемна згадка датується 1417 роком.
На території колишньої Дмитрівської сільської ради розміщено дві залізничні платформи: Дмитрія та Черкаси-Львівські.

## Історія
У податковому реєстрі 1515 року в селі Руське Дмитре документується став і 17 ланів (близько 425 га) оброблюваної землі, а в частині села, що належала до передмістя Щирця — 17 1/4 ланів (близько 430 га) оброблюваної землі та ще 3 лани тимчасово вільної.
У 1914 році був побудований пам'ятник Т. Г. Шевченкові.

## Населення
За даними Всеукраїнського перепису населення 2001 року, у селі мешкало 680 осіб. Мовний склад села був таким:
| Мова       | Число ос. | Відсоток |
| ---------- | --------- | -------- |
| українська | 679       | 99,85    |
| російська  | 1         | 0,15     |

## Уродженці Дмитрого
- Ігор Орлевич (1968—2022) — старший лейтенант ЗСУ, учасник російсько-української війни.